# リオトロピック液晶
リオトロピック液晶（リオトロピックえきしょう）とは、溶媒に溶かすことによって形成される液晶。溶媒の量が少ない場合固体だが、溶媒の量を増やすと液晶に変化し、更に溶媒の量を増やすと通常の液体に変化する。その様相は分子の形状やHLB値によって異なるが、疎水部の熱運動により液体となっていることは共通している。